# Washington Indoor
Il Washington Indoor è stato un torneo di tennis facente parte del Grand Prix e del WCT giocato dal 1973 al 1980 a Washington negli Stati Uniti su campi in sintetico indoor.

## Albo d'oro

### Singolare
| Anno | Vincitore       | Finalista       | Punteggio     |
| ---- | --------------- | --------------- | ------------- |
| 1973 | Tom Okker       | Arthur Ashe     | 6–3, 6–7, 7–6 |
| 1974 | Ilie Năstase    | Tom Okker       | 6–3, 6–3      |
| 1975 | Mark Cox        | Dick Stockton   | 6–2, 7–6      |
| 1976 | Harold Solomon  | Onny Parun      | 6–3, 6–1      |
| 1977 | Brian Gottfried | Robert Lutz     | 6–1, 6–2      |
| 1978 | Brian Gottfried | Raúl Ramírez    | 7–5, 7–6      |
| 1979 | Roscoe Tanner   | Brian Gottfried | 6–4, 6–4      |
| 1980 | Victor Amaya    | Ivan Lendl      | 6–7, 6–4, 7–5 |

### Doppio
| Anno | Vincitori                  | Finalisti                     | Punteggio          |
| ---- | -------------------------- | ----------------------------- | ------------------ |
| 1973 | Tom Okker Marty Riessen    | Arthur Ashe Roscoe Tanner     | 4–6, 7–6, 6–2      |
| 1974 | Bob Hewitt Frew McMillan   | Tom Okker Marty Riessen       | 7–6, 6–3           |
| 1975 | Mike Estep Jeff Simpson    | Anand Amritraj Vijay Amritraj | 7–6, 6–3           |
| 1976 | Eddie Dibbs Harold Solomon | Mark Cox Cliff Drysdale       | 6–4, 7–5           |
| 1977 | Robert Lutz Stan Smith     | Brian Gottfried Raúl Ramírez  | 6–3, 7–5           |
| 1978 | Robert Lutz Stan Smith     | Arthur Ashe John McEnroe      | 6–7, 7–5, 6–1      |
| 1979 | Robert Lutz Stan Smith     | Bob Carmichael Brian Teacher  | 6–4, 7–5, 3–6, 7–6 |
| 1980 | Brian Teacher Ferdi Taygan | Kevin Curren Steve Denton     | 4–6, 6–3, 7–6      |